# Мештрович, Мате
Мате Мештрович (хорв. Mate Meštrović; род. 13 сентября 1930 года, Загреб, Савская бановина, Королевство Югославия) — американский журналист и учёный, хорватский лоббист, политик и посол.

## Биография
Мате Мештрович родился в семье знаменитого хорватского скульптора Ивана Мештровича. Он учился в начальной школе в Загребе, пока его семья не переехала в Италию в 1942 году. С 1943 по 1946 год она проживала в Швейцарии, где Мате сумел закончить Международную школу в Женеве (хорв. Ecole Internationale de Genève). В 1947 году Мештровичи перебрались в США, где его отец продолжил работать в качестве скульптура, а Мате провёл большую часть своей жизни.
В 1951 году Мате Мештрович окончил университет, а в следующем году получил степень магистра истории в Сиракузском университете. С 1954 по 1956 год он в звании лейтенанта армии США участвовал в психологической войне в регионе Тихого океана. В 1957 году Мештрович получил докторскую степень в Колумбийском университете. Он работал редактором журнала Time и написал множество статей для американских и европейских газет и журналов, включая Commonweal, The New Leader, The Intelligence Report и The Economist. Мештрович преподавал историю современной Европы в Университете Фэрли Дикинсона и других американских университетах США с 1967 по 1991 год. В 1986 году он был награждён Почётной медалью острова Эллис.
Мештрович был активным участником хорватского движения за независимость в коммунистической Югославии. Так он возглавлял Хорватский национальный конгресс. В 1969 году Мештрович впервые посетил коммунистическую Югославию. Во время этого визита он установил контакты с членами Hrvatski književni list и Матицы хорватской. С 1982 по 1990 год Мештрович занимал должность президента Хорватского национального совета, зонтичной группы организаций хорватских эмигрантов, лоббировавших идеи независимости Хорватии.
Мештрович — автор несколько книг на английском и хорватском языках. Среди них — «Что вы должны знать о коммунизме и почему» (англ. What you should know about Communism and why), «Борьба за Хорватию» (англ. The struggle for Croatia) и «В водовороте хорватской политики» (англ. In the whirlpool of Croatian Politics). В США он опубликовал книги Франьо Туджмана «Национальный вопрос в современной Европе» (хорв. Nacionalno pitanje u suvremenoj Europi) и Венко Марковского «Голи-Оток — остров смерти» (макед. Голи оток — островот на смртта). Его авторству принадлежат и несколько политических трактатов, в том числе «Нарушения прав человека и национальных прав хорватского народа в Югославии» и «Хорватский ответ на меморандум Сербской академии наук и искусства».
В начале 1990-х годов Мештрович вернулся в Хорватию. Он был депутатом национального парламента (1993—1997), членом хорватской делегации в Совете Европы и Межпарламентском союзе, а также послом своей страны в Болгарии (1997—2000).

## Награды
- Командорский крест ордена «За заслуги перед Республикой Польша» (2019)[9]